# Yannis Stournaras
Yannis Stournaras, em grego: Γιάννης Στουρνάρας, (nascido 10 de dezembro de 1956 em Atenas) e professor de economia na Universidade de Atenas e um politico grego. Desde 26 de junho 2012 e nomeado ministro das Finanças da Grécia.

## Biografia
Formou-se no departamento de economia da Universidade de Atenas, em 1978. Ele obteve seu pós-graduação pela Universidade de Oxford em 1980, em teoria económica e política. Em Oxford ele era um pesquisador e conferencista entre 1982 e 1986 e especialista em teoria econômica e política. Ao mesmo tempo ele trabalhou no Instituto Oxford para estudos energéticos, especializada no mercado de petróleo e as conseqüências das crises do petróleo sobre a economia global. Depois do seu regresso à Grécia e ao cumprimento do seu serviço militar, trabalhou como assessor especial do Ministério da Economia e Finanças entre 1986 e 1989, em empresas públicas as questões política de rendimentos e do Banco da Grécia entre 1989 e 1994 em questões políticas monetárias. Durante esse período, ele representou o Banco da Grécia como membro suplente nas reuniões dos Governadores dos Bancos Centrais da União Europeia.
Stournaras foi membro e presidente do banco comercial grego Emporiki Bank entre 2000 e 2004, antes de a instituição ser comprada pelo banco francesa Crédit Agricole em seu pais. Ele foi vice-presidente da associação de bancos gregos, também participou das negociações para a adesão da Grécia à área do Euro. Ele também é chefe do Fundação para a Pesquisa Econômica e Industrial (Grécia), IOBE.
Ele trabalhou como assessor especial do Ministério de Finanças de 1986 ate 1989 e de 1994 ate 2000. Ele participou da concepção da política macroeconômica e estrutural na fase que antecede a adesão da Grécia à União Monetária Europeia, representando o Ministério da Economia e Finanças no Comité monetário (agora Comité Económico e Financeiro) da União Europeia. Ele foi o responsável para as consultas com as organizações internacionais, procurando, como o FMI, a Comissão Europeia e a OCDE.

## Ligações externos
- Biografia em detalhe Site oficial da IOBE em inglês